# آندش
به فرایندی برق‌کافتی که در آن لایه‌ای پایدار را که عموماً اکسیدی و دارای خواص محافظتی یا تزیینی است بر سطح فلز می‌نشانند آنُدِش یا آنادایزینگ (anodizing) می‌گویند.
بسیاری از فلزات به اکسید شدن تمایل دارند و لایهٔ نسبتاً پایداری از اکسید، روی آن‌ها تشکیل می‌شود. در شرایط معینی این لایهٔ اکسید محافظت کننده است و از خوردگی سطح فلز جلوگیری می‌کند. در عمل، با استفاده از این خاصیت، لایهٔ اکسیدی یا هیدروکسیدی موجود بر روی فلزات را تقویت می‌کنند یا باعث ایجاد این لایه می‌شوند. به این نوع عملیات سطحی، ایجاد پوشش‌های تبدیلی یا اکسیدی می‌گویند.
به دو طریق می‌توان این لایهٔ اکسیدی را بر روی فلزات ایجاد نمود:
1. روش شیمیایی: بر اثر جذب فلز یا اکسید فلزی روی سطح که باعث ایجاد یک لایهٔ پایدار می‌شود. مانند: کروماته کردن.
2. روش آندی یا الکتروشیمیایی: در این روش، اکسید فلز در شرایط کنترل شده تشکیل شده و کاملاً متراکم می‌باشد یا بر اثر عملیات بعدی متراکم و غیرقابل‌نفوذ خواهد شد. مانند: آندایزینگ آلومینیم.

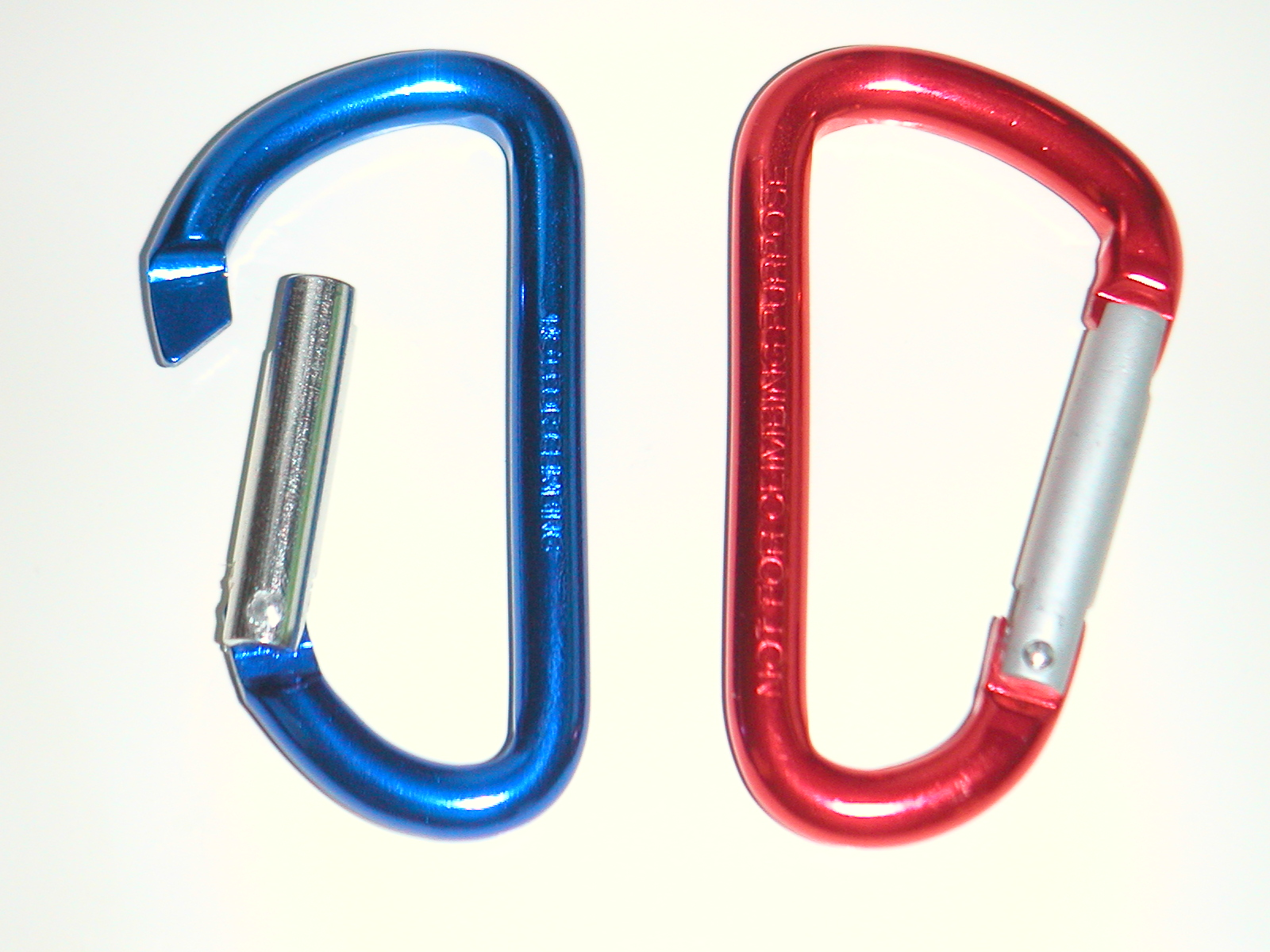
کاراپین‌های شکل بالا از آلومینیوم ساخته می‌شود و پس از آندش در رنگ‌های مختلف ارائه می‌گردد

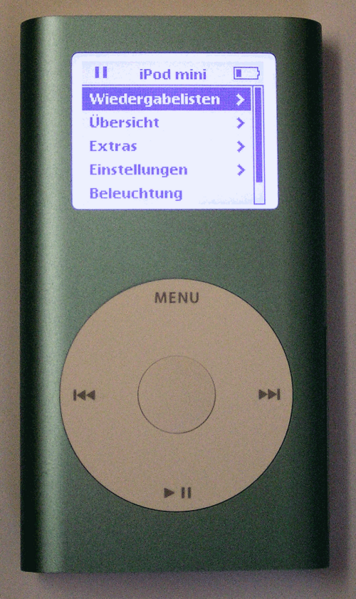
برخی از لوازم الکترونیکی همانند گوشی‌های آیفون و آیپاد از آلومینیوم ساخته شده و سپس توسط آندش در رنگ‌های مختلف ارائه می‌گردد

آلومینیم در شرایط معمولی نیز اکسیدی می‌شود به‌طوری که در مجاورت هوا و به‌طور معمول لایه‌ای از اکسید به صورت غیرمتخلخل بر روی سطوح قطعات آلومینیومی تشکیل می‌گردد که وظیفه حفاظت از سطح فلز را در محیط برعهده دارد اما برتری و مزیت اکسید ایجاد شده در روش آندایزینگ نسبت به شرایط طبیعی مقاومت بیشتر آن در مقابل خوردگی است. در این روش از مقاومت زیاد لایه پوششی آلومینیم اکسید Al2O3 در مقابل خوردگی که بلافاصله بر روی سطح آلومینیوم تازه بریده شده تشکیل می‌گردد، استفاده می‌شود. این لایه عامل مقاومت در برابر خوردگی طبیعی این فلز است. این لایه که به‌طور طبیعی تشکیل می‌شود، بسیار نازک، چسبنده و محافظ است. آنودایز کردن در واقع یک نوع ضخیم کردن لایه اکسیدی به ضخامت تا چندین هزار برابر ضخامت لایه اکسید طبیعی است. نتیجه عمل، لایه‌ای است سخت با ضخامت حدود ۵ تا ۲۵ میکرون (و گاهی بیشتر) بر تمام سطح آلومینیوم که علاوه بر مقاومت به خوردگی در مقابل سایش نیز استحکام کافی دارد. شایان ذکر است این لایهٔ آندی، برای مقاصد مختلف از در و پنجرهٔ ساختمان، وسایل صنعتی تا تجهیزات هوا- فضا به کار می‌رود.
مکانیزم کلی عمل بدین صورت است که جریان مستقیم برق از مایع الکترولیت مناسبی می‌گذرد که در آن آلومینیوم آند بوده و فلز مناسب دیگری کاتد می‌باشد (این فلز کاتد می‌تواند استیل، سرب، تیتانیم و حتی آلیاژ  آلومینیوم باشد). در این صورت بر سطح آلومینیوم لایه نازکی از اکسید ایجاد می‌گردد که ضخامت آن به عوامل گوناگونی بستگی دارد.
مطابق استاندارد MIL-8625 آنودایز به سه نوع طبقه‌بندی می‌شود: نوع یک آنودایز اسید کرومیک – نوع دوم آندش اسید سولفوریک – و نوع سوم هارد آندش یه همان آنودایز سخت
البته انواع مختلفی از جمله آنودایز اسید فسفریک و مخلوط اسیدی یا تیتانیم نیز وجود دارد که بسته به نوع آن‌ها غالباً کمتر مرسوم هستند.

## آندش اسید کرومیک (استاندارد Mil-8625- Type I)

### الف) ویژگیهای پوشش آندش کرومیک
1. مناسب جهت قطعات با تلورانس بسته
2. قابلیت جذب رنگ مشکی
3. مناسب برای آبکاری
4. نارسانا
5. مناسب برای قطعات جوشی و مونتاژی

### ب) موارد کاربرد
اجزا ماشینهای دقیق، اجزا هوا فضا، پایه مناسب جهت رنگ

## آندش اسید سولفوریکی (استاندارد Mil 8625- Type II)
مرسوم‌ترین روش جهت آندش می‌باشد که ضخامتی در حدود ۰٫۰۱ تا ۰٫۰۰۱ اینچ را ایجاد می‌نماید. ۶۷ درصد به درون قطعه نفوذ کرده و ۳۳ درصد روی سطح رشد می‌نماید. این روش برای ایجاد سختی و مقاومت به سایش و خوردگی بسیار مناسب است. فیلم(لایه) آندی ایجاد شده به این روش قابلیت جذب مناسبی جهت انواع رنگ را دارد که پس از انجام مناسب سیل(Seal) ثبات مطلوبی نیز خواهد داشت.

### الف) ویژگیهای پوشش آندش سولفوریکی
1. مناسبتر از لحاظ هزینه و انرژی نسبت به سایر فرایندها
2. قابلیت اجرا جهت اکثر آلیاژهای آلومینیوم
3. سخت‌تر نسبت به آندش کرومیکی
4. قابلیت جذب رنگ با تنوع زیاد

### ب) موارد کاربرد
قطعات اپتیکی جهت حذف انعکاس نور، بدنه شیرهای هیدرولیک، تجهیزات نظامی، قطعات کامپیوتر و الکترونیک، تجهیزات سخت‌افزار مکانیکی

## هارد آندش (استاندارد Mil 8625- Type III)
پوششی سخت و مقاوم در برابر خوردگی و سایش با قابلیت ماشین‌کاری می‌باشد که به روش الکتروشیمیایی و ایجاد لایه اکسید آلومینیوم روی سطح آلومینیوم و آلیاژهای آن به‌وجود می‌آید.
لایه ایجاد شده نتیجه واکنش اکسیداسیون آندی در محلول اسیدی غالباً خنک و زیر صفر می‌باشد. مراحل ثانویه همانند آغشته سازی فیلم آندی با روان‌سازها یا عناصر رنگی خواهد بود.

### الف) ویژگی‌های پوشش هارد آندش
بسته به نوع آلیاژ و مشخصات فرایند اجرائی ویژگی‌های ذیل را خواهد داشت:
1. ضخامت بیش از ۲۰۰ میکرون
2. مقاومت به خوردگی
3. سختی و پادسایش بالا
4. مقاومت الکتریکی
5. کاهش ضریب اصطکاک (در صورت اجراء روان‌سازی)

لازم است ذکر شود نوع کاربرد قطعه، آلیاژ آن، مشخصات سختی و خوردگی مد نظر، رنج ضخامت پوشش با توجه به تلورانس ابعادی و خواص مکانیکی، نقاط اتصال و سایر پارامترهای احتمالی در تعیین کیفیت و اجرا بهتر فرایند آندش سخت تأثیرگذار می‌باشد.

### ب) موارد کاربرد
پوشش هارد آندش دارای کاربرد وسیع و گسترده‌ای می‌باشد. از آنجا که آندش سخت آلومینیوم غالباً جزو پوشش‌های مهندسی می‌باشد، عمده مصارف آن خاص و صنعتی بوده و ایجاد ارزش افزوده مناسبی روی آلومینیوم می‌گردد.
به‌طور کلی صنایع زیر بیشترین بهره از این امکان را می‌برند:
هوا فضا، نظامی، نیوماتیک(پنوماتیک) و هیدرولیک، خودرو و موتور، شیمیائی، پزشکی، دریائی، نساجی، ساختمان، الکترونیک و لوازم آشپزخانه

## مراحل آندش کردن
عملیات آندایزینگ مانند سایر روش‌های پوشش دادن شامل مراحل مختلف آماده‌سازی سطح می‌باشد. این مراحل به اختصار بدین قرارند:
1. چربی‌گیری و تمیز کردن با حلال‌ها یا مواد قلیایی
2. لایه برداری یا اِچ‌کاری توسط محلول سودا که مات شدن سطح را نتیجه می‌دهد.
3. آندش کردن: ایجاد پوشش اکسیدی توسط جریان برق بر روی سطح آلومینیوم در حمام اسید سولفوریک
4. رنگ زدن (الکتروکالرینگ): رنگ کردن سطح متخلخل توسط نمک فلزات معدنی با استفاده از جریان برق
5. آب‌بندی (سیلینگ): در این مرحله، سوراخ‌های فیلم متخلخل، هیدراته شده (آلومینیوم اکسید هیدارته/ بوهمیت Al2O3 .H2O) و پُر می‌شوند.

## مواهب آندش سطوح آلومینیومی

### الف – افزایش مقاومت در مقابل خوردگی
پوشش اکسیدی – آندی سیل شده آلومینیوم باعث محافظت فلز در برابر عوامل خورنده جوی و نمک‌ها می‌گردد.

### ب – افزایش قدرت چسبندگی رنگ‌ها
لایه اکسیدی- آندی سبب به وجود آمدن سطح فعال شیمیایی شده و زمینه و بستر مناسبی را جهت رنگ آمیزی ایجاد می‌نماید.

### پ – به عنوان یکی از مراحل آبکاری
تخلخل موجود در پوشش اکسیدی – آندی باعث افزایش قابلیت آبکاری قطعات آلومینیومی می‌شود. (به‌طور مثال از انودایزینگ در الکترولیت اسید فسفریک می‌توان نام برد که به عنوان مرحله ماقبل آبکاری بکار می‌رود).

### ت – ایجاد نمای ظاهری مناسب جهت دکوراسیون و تزئینات
لایه اکسیدی – آندی آلومینیوم به‌طور طبیعی درخشان بوده و مقاومت خوبی در مقابل خوردگی دارد؛ لذا می‌توان از آن به عنوان سطح نهایی مورد نظر جهت تزئینات و نماسازی استفاده نمود. درخشندگی و براقیت سطح مزبور به نوع آلیاژ، روش اچ کاری و براق کاری و سایر شرایط مناسب بستگی دارد.

### ث – عایق کاری
اکسید آلومینیوم عایق می‌باشد و می‌تواند در مقابل ولتاژهایی از چند تا چندین هزار ولت به عنوان عایق عمل کند که کیفیت و کمیت آن به نوع آلیاژ و ضخامت لایه اکسیدی بستگی دارد

### ج – افزایش قابلیت تابش و انتشار حرارت
لایه اکسیدی – آندی در ضخامت‌های بیش از ۰۳۲/۰ میلی‌متر باعث افزایش قابلیت تابش و انتشار حرارت می‌گردد. به‌طور مثال ورق آندش شده آلومینیومی پس از رنگ آمیزی با رنگ سیاه می‌تواند به نحو بسیار مطلوبی جهت جذب حرارت تا حدود ۲۳۰ درجه سانتیگراد مورد استفاده قرار گیرد

### چ – افزایش مقاومت سایشی
با استفاده از مکانیزم آندش سخت(hard anodizing) بر روی قطعات آلومینیومی پوشش به ضخامت حدود ۱ تا ۴ میلی‌متر ایجاد می‌شود که دارای سختی بالایی است و می‌توان از آن‌ها جهت ساخت یاتاقان‌ها و قطعات دوار یا سایر مواردی که نیاز به مقاومت سایشی دارند استفاده نمود. تمام پوشش‌های اکسیدی – آندی نسبت به خود آلومینیوم سخت‌تر هستند اما در برخی از موارد (مانند لایه اکسیدی – آندی حاصل از آنودایزینگ در حمام اسیدکرومیک) نرم بوده و جهت کاربری در شرایطی که به مقاومت سایشی نیاز دارد مناسب نمی‌باشد.
طی پروسه آندش آلومینیوم می‌توان آلومینیوم را به رنگ‌های زیبایی درآورد و به آن زیبایی و استحکام بخشید، در نتیجه طرحی زیبا و جذاب تولید می‌شود که سطح آن به آسانی با آب گرم قابل شستشو است و نیاز به هیچ تمیزکاری و نگهداری ندارد و به‌طور طبیعی مقاوم به خوردگی است